# Jyoti Basu
Jyoti Basu (ur. 8 lutego 1914 w Kalkucie, zm. 17 stycznia 2010 w Bidhannagar) – polityk indyjski, komunista, członek Komunistycznej Partii Indii (marksistowskiej). W latach 1977–2000 był premierem Bengalu Zachodniego. W 1996 roku dwukrotnie proponowano mu stanowisko premiera Indii, odrzucił jednak tę ofertę z uwagi na głosy partyjnej opozycji. W 2000 roku wycofał się z życia politycznego.